# Бутини
Бути́ни — село в Україні, у Великомостівській міській громаді Шептицького району Львівської області. Населення становить 1537 осіб.

## Історія
Люди на цій території проживали ще з часів ранньої залізної доби, поселення знайдено на південній околиці села біля правого берега Рати під лісом. Сьогодні пам'ятка частково зруйнована.
Також археологи знайшли і поселення бронзової доби — на піщаному підвищенні серед болота між правим берегом ріки Біла, правим берегом ріки Рата й меліоративним каналом, біля крайніх хат. Щоправда культурний шар зберігся погано.
Село детально описане в королівській люстрації 1565 року.
На 1 січня 1939 року у селі мешкало 2460 осіб (2310 українців-греко-католиків, 90 українців-римокатоликів, 10 поляків та 90 євреїв).

## Населення

### Мова
Розподіл населення за рідною мовою за даними перепису 2001 року:
| Мова       | Кількість | Відсоток |
| ---------- | --------- | -------- |
| українська | 1536      | 99.93%   |
| російська  | 1         | 0.07%    |
| Усього     | 1537      | 100%     |

## Пам'ятки

### Церква святого архистратига Михаїла
Попередня дерев'яна одноверха церква, збудована у XVII столітті, простояла до 1864 року. У 1862 році закладено наріжний камінь під нову муровану споруду за проєктом архітектора Сильвестра Гавришкевича, яка споруджувалася на кошти дідички Людвиги з Борковських Незабитовської. Завершена у 1877 році. Цього ж року вона завалилася та її розібрали до фундаментів. Коштом цієї ж дідички у 1879 році вимурували нову святиню, але вже без бань. У 1892 році старанням о. Михайла Шеремети церкву та іконостас розмалював Корнило Устиянович спільно з Степаном Томасевичем та Прокопом Мартинюком. За те, що Корнило Устиянович в композиції «Страшного суду» над хорами в пеклі зобразив людину в конфедератці, його притягнули до судової відповідальності. На процесі захисником виступав майбутній голова Державного секретаріату ЗУНР Кость Левицький. Для художника справа закінчилася позитивно. Від 1946 року церква була діючою та обслуговувалася священиком РПЦ. У 1960-х роках живопис поновлювався. Церква хрещата в плані, з півциркульно завершеним вівтарем, безверха, увінчана над середхрестям ажуровим ліхтарем з маківкою, з ознаками стилю класицизму.
З 1991 року була зареєстрована громада УГКЦ, якою опікувався о. Володимир Юськів, богослужіння відбувалися в родині Синока Олександра. З 1993 року богослужіння відбувалися біля храму і лише в 1999 році громада увійшла до храму. З 1999 по 2003 роки парафією Святого Архистратига Михаїла опікувався о. Роман Синицький. З 2003 року служить о. Петро Гаврилюк. На парафії діє «Апостольство молитви» та спільнота «Матері в молитві».

### Каплиця святого Юрія
Каплицю збудовано у 1877 році на Шишаках на кошти дідички Людвиги з Борковських Незабитовської. Каплиця дерев'яна, однозрубна (квадрат зі зрізаними гранями), увінчана восьмериком та шоломовою банею з ліхтарем і маківкою. Має два входи. Навколо каплиці сосновий ліс. 6 травня кожного року в каплиці правилася Служба Божа. У 1946 році відправи припинилися. І лише 6 травня 1989 року, після багатьох років перерви, знову відновилася відправа в каплиці. 

### Пам'ятний хрест на честь скасування панщини
1772 року, внаслідок поділу Речі Посполитої, землі Галичини увійшли до складу Австрійської імперії. Польські пани залишилися при своїх землях, з'явилися намісники цісарські. Пани не давали селянам навіть тих прав, що були записані в австрійській конституції. Під час революції 1848 року австрійським урядом, зокрема, у Галичині, на Буковині і Закарпатті була проведена селянська реформа. За результатами якої було скасовано панщину. Тож селяни теж отримали невеликі наділи землі. 1858 року біля нової дороги селяни встановили камінний хрест, на честь скасування панщини. У 1960-х роках  кам'яний «Хрест Свободи», що пережив дві світові війни зруйнували. 1990 року на місці зруйнованого хреста встановили новий камінний хрест, що стоїть й понині.

### Символічний курган-могила «Борцям за волю України»
Влітку 1942 року в центрі села насипали символічну могилу українським січовим стрільцям. У день її освячення зійшлося багато людей. На могилі майоріли синьо-жовті прапори. В розгорнутій книзі, що була вмурована на могилі, був такий напис: «Борцям за волю України. Здобудеш Українську державу, або вмреш у боротьбі за неї». У 1960-х роках пам'ятний знак був зруйнований. Лише  1990 року відновили могилу за старим зразком. Також встановлено хрест на пошану, тих кого невинно засудили та вбили під час другої світової війни.

## Відомі люди
- Базар Михайло Миколайович — український письменник.
- Ієронім Калитовський — український письменник-сатирик, громадський діяч.
- Омелян Калитовський — український педагог, освітній діяч, історик, доктор філософії, перший директор Тернопільської української державної гімназії (1901—1905).
- Мекелита Петро — довголітній декан УГКЦ Стебницький та Бориславський.
- о. Роман Чайковський — священик УГКЦ, посол до Райхсрату.